# Eibau
Eibau (górnołuż. Jiwow) – dzielnica gminy Kottmar w Niemczech, w kraju związkowym Saksonia, w powiecie Görlitz. Do 29 lutego 2012 należała do okręgu administracyjnego Drezno. Do 31 grudnia 2012 samodzielna gmina.

## Współpraca
Miejscowości partnerskie:
- Krásná Lípa, Czechy
- Sulzbach-Laufen, Badenia-Wirtembergia
- Walddorf – dzielnica Altensteig, Badenia-Wirtembergia
- Walddorfhäslach, Badenia-Wirtembergia (kontakty utrzymuje dzielnica Walddorf)